# Ministerio de Educación (Brasil)
El Ministerio de la Educación (MEC) es un órgano del gobierno federal de Brasil creado por el decreto n.º 19.402, de 14 de noviembre de 1930, con el nombre de Ministerio de los Negocios de la Educación y Salud Pública, por el entonces presidente Getúlio Vargas y estaba encargado del estudio y despacho de todos los asuntos relativos a la enseñanza, salud pública y asistencia hospitalaria.

## Historia
El día 13 de enero de 1937, pasó a llamarse Ministerio de la Educación y Salud y sus actividades pasaron a tener un límite a la administración de la educación escolar, educación extra-escolar y de la salud pública y asistencia médico-social.
En 1953, el gobierno federal creó el Ministerio de la Salud y quita del Ministerio de la Educación y Salude las responsabilidades de administración destinadas a ella. A partir de ese momento, pasa a llamarse oficialmente de Ministerio de la Educación y Cultura (MEC) por la ley n.º 1.920, de 25 de julio de 1953.
En 15 de marzo de 1985, fue creado el Ministerio de la Cultura (MinC) por el decreto n.º 91.144. Curiosamente la sigla MEC continúa, sin embargo pasa a llamarse Ministerio de la Educación - como es conocido hasta hoy.

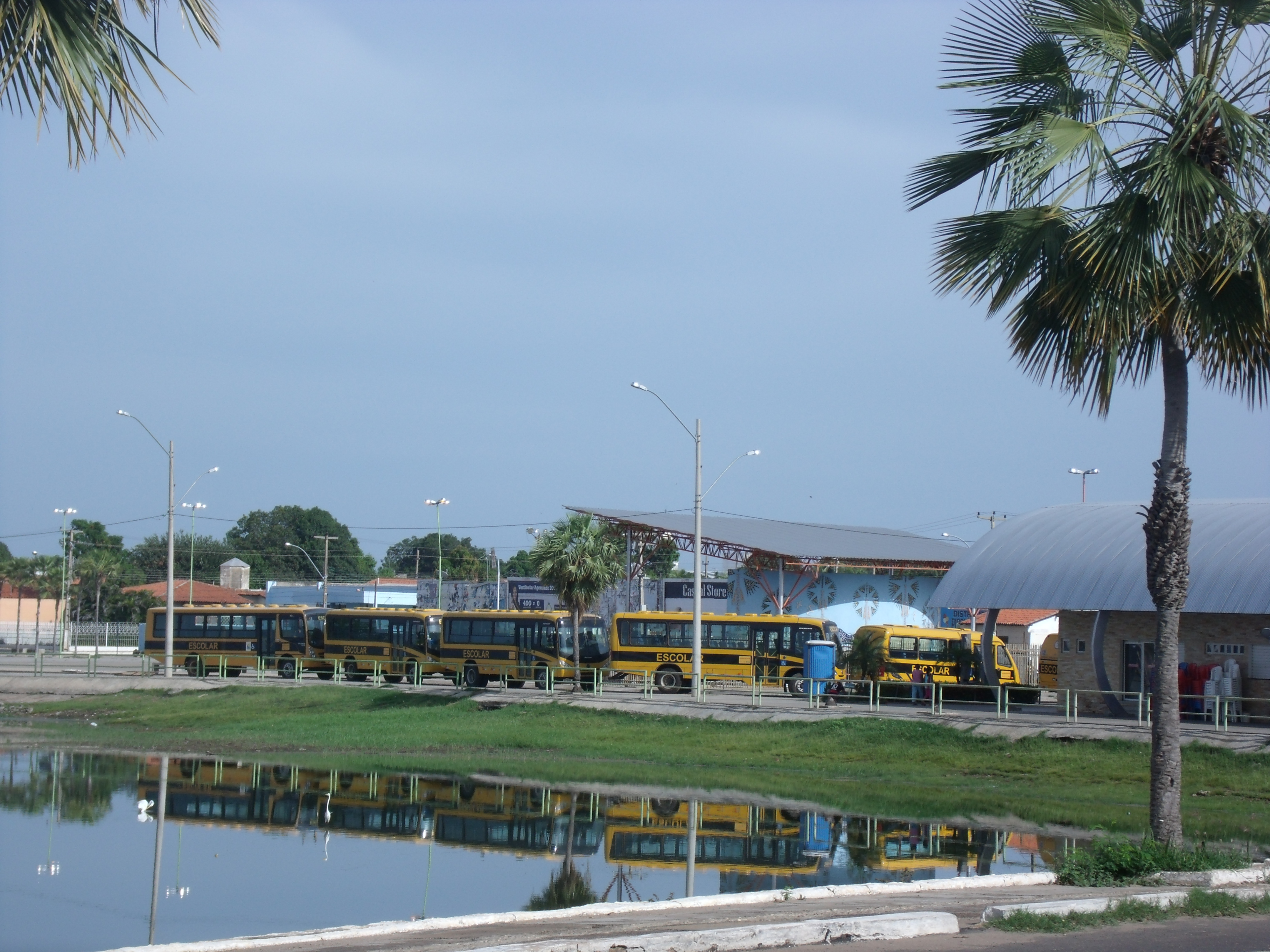
Vehículos de transporte escolar, estandarizados por el MEC.

En 8 de noviembre de 1990, las actividades del MEC pasaron a integrar la política nacional de educación; la educación, enseñanza civil, investigación y extensión universitarias; el magistério y la educación especial.

## Ministros
Ver.
Anexo:Ministros de Educación de Brasil

## Estructura del ministerio
El 12 de junio de 2000, después de muchos cambios en su estructura organizativa y la creación de secretarías como el Instituto Nacional de Estudios e Investigaciones Educacionales Anísio Teixeira (INEP) y el Fondo Nacional de Desarrollo de la Educación (FNDE), el MEC pasa a tener las siguientes competencias: política nacional de educación; educación infantil; educación en general, comprendiendo enseñanza fundamental, enseñanza media, enseñanza superior, enseñanza de jóvenes y adultos, educación profesional, educación especial y educación la distancia, excepto enseñanza militar; evaluación, información e investigación educacional; investigación y extensión universitaria; y magistério.
La estructural regimental del MEC quedó establecida realmente por el decreto n° 4.791, de 22 de julio de 2003. Este establece como áreas de cualificación del MEC las siguientes:
- política nacional de educación
- educación infantil
- educación en general, comprendiendo enseñanza fundamental, enseñanza media, enseñanza superior, enseñanza de jóvenes y adultos, educación profesional, educación especial y educación la distancia, excepto enseñanza militar
- evaluación, información e investigación educacional
- investigación y extensión universitaria
- magistério
- asistencia financiera las familias carentes para la escolarização de sus hijos o dependientes

Entre algunas áreas conectadas al Ministerio de la Educación se pueden citar:
- Educación especial
- Educación superior

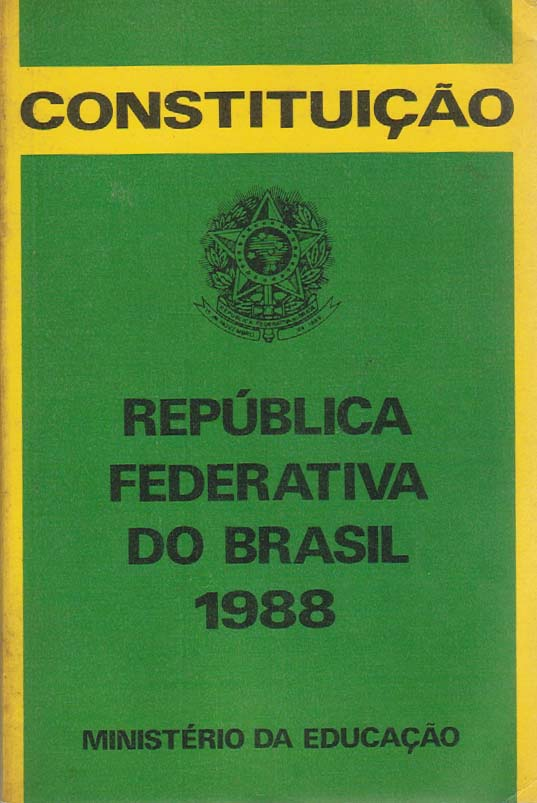
Ejemplar de la Constitución brasileña de 1988 distribuido por el Ministerio de la Educación-MEC.

- Educación profesional y tecnológica
- Educación infantil
- Educación la distancia
- Educación del campo
- Educación indígena
- Educación ambiental

Entre las secretarías del órgano, están:
- Secretaría Ejecutiva (SE)
- Secretaría de Educación Superior (Sesu)
- Secretaría de Educación Profesional y Tecnológica (Setec)
- Secretaría de Educación Básica (SEB)
- Secretaría da Alfabetização (SeAlf)
- Secretaría de Bisagra con los Sistemas de Enseñanza (Sase)
- Secretaría de Regulación y Supervisión de la Educación Superior (Seas)

## Órganos vinculados
- Fondo Nacional de Desarrollo de la Educación (FNDE)
- Instituto Nacional de Estudios e Investigaciones Educacionales Anísio Teixeira (INEP) (Responsable por los exámenes Enade, Revalida y Enem)
- Coordinación de Perfeccionamiento de Personal de Nivel Superior (CAPES)
- Consejo Nacional de Educación (CNE)
- Comisión Nacional de Evaluación de la Educación Superior (CONAES)
- Instituto Benjamin Constant (IBC)
- Instituto Nacional de Educación de Sordos (INES)
- Fundación Joaquim Nabuco (Fundaj)
- Colegio Pedro II
- Empresa Brasileña de Servicios Hospitalares - EBSERH